# Lophyroplectus oblongopunctatus
Lophyroplectus oblongopunctatus là một loài tò vò trong họ Ichneumonidae.